# أولاد بوتشيس (لبصارة)
أولاد بوتشيس هو دُوَّار يقع بجماعة لبصارة، عمالة وجدة أنكاد، جهة الشرق في المملكة المغربية. ينتمي الدوّار لمشيخة لبصارة التي تضم 5 دواوير. يقدر عدد سكانه بـ 47 نسمة حسب الإحصاء الرسمي للسكان والسكنى لسنة 2004.

## روابط خارجية
- البوابة الوطنية للجماعات الترابية
- المندوبية السامية للتخطيط